# Lochau (Pullenreuth)

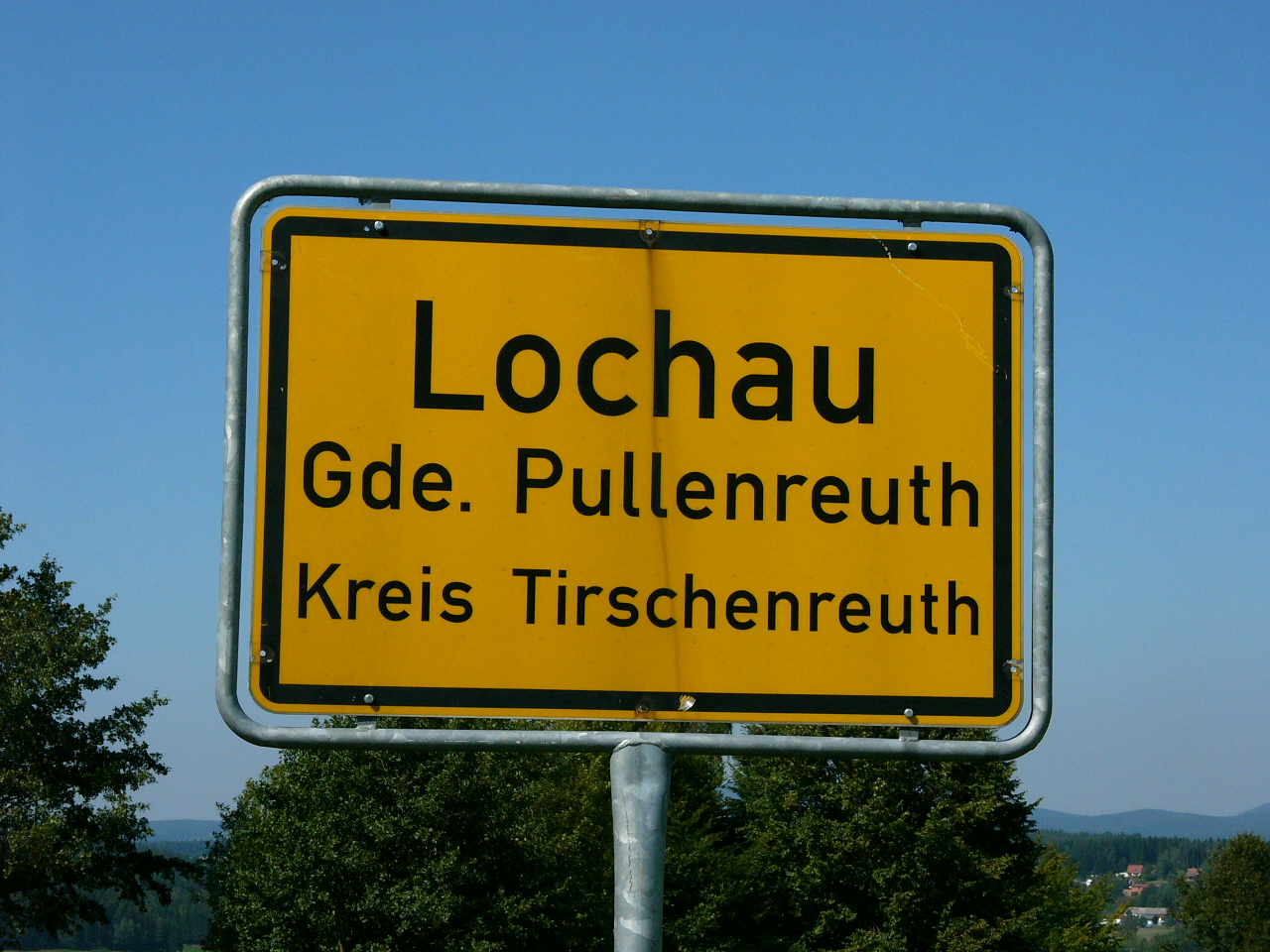
Ortseingangsschild aus Richtung Neuhof

Lochau ist ein Gemeindeteil der Gemeinde Pullenreuth im oberpfälzischen Landkreis Tirschenreuth.

## Geographie
Das Dorf mit 300 Einwohnern liegt 529 m ü. NHN inmitten des Steinwalds an der Fichtelnaab. Lochau grenzt an die Dörfer Kautzenhof, Weihermühle, Haselbrunn sowie Neuhof und Neuweiher. Lochau liegt etwas abseits der Straße von Neusorg nach Erbendorf; der nächste Bahnhof befindet sich in Neusorg.

## Geschichte
Lochau war bis zur Gebietsreform in Bayern am 31. Dezember 1971 eine Gemeinde. Lochau verfügt noch über das alte Schulgebäude, in dem bis in die 1990er Jahre unterrichtet wurde. Heute wird die Schule als gemeinnütziges Gebäude verwendet, in dem beispielsweise (Volkshochschul-)Kurse oder Vereinstreffen stattfinden. Ein Raum wird als Gebetsraum genutzt, da Lochau keine Kirche hat.

## Vereine
- Freiwillige Feuerwehr Lochau
- Männergesangsverein "Bergstolz"
- Katholische Arbeiter-Bewegung Lochau
- Obst- und Gartenbauverein Lochau
- TuS Lochau
- Dorfgemeinschaft Lochau e.V.

## Wirtschaft
Zu den größten Arbeitgebern im Ort zählen die Colomi GmbH und das Bauunternehmen Greger. Es dominieren Kleinbetriebe. 